# Ipodrom (metrostation)
Ipodrom (Oekraïens:Іподром) is een station van de metro van Kiev dat op 25 oktober 2012 is geopend.